# Caudal sólido

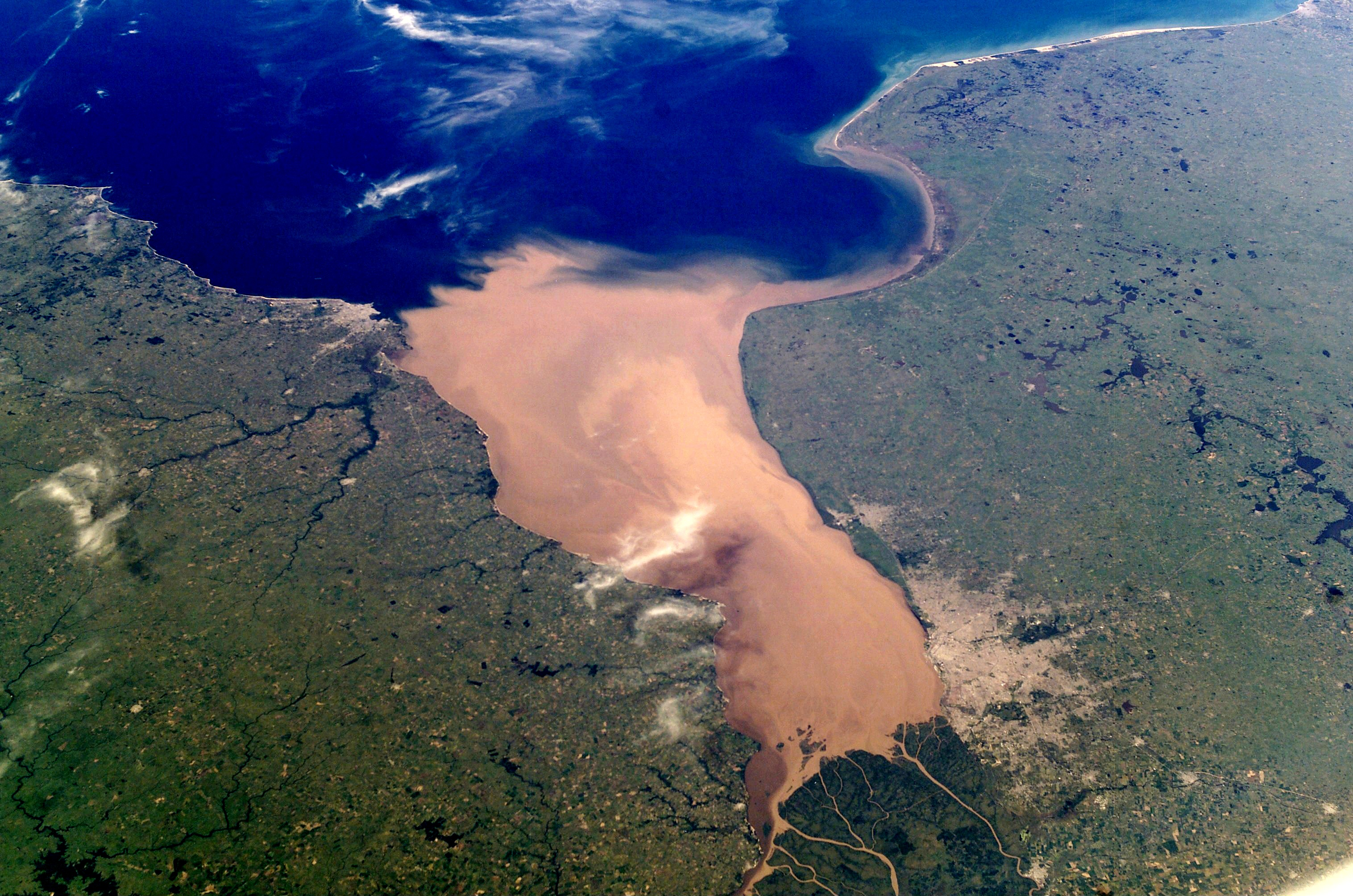
Río de la Plata con un abundante caudal sólido en suspensión

El caudal sólido de un río está constituido por el material arrastrado por la corriente de agua. El arrastre del material sólido se da en tres modalidades, en función de la dimensión de las partículas, de la densidad de las mismas, y de la velocidad del flujo. 
- Transporte sólido en suspensión. Se trata en general de material fino, arcilla, limo y arenas finas. Al bajar la velocidad de la corriente de agua, disminuye su capacidad de arrastre y consecuentemente el material se deposita en el fondo, formando bancos. Este tipo de transporte es el mayor responsable de la colmatación de los embalses.

- Transporte sólido por saltación. Este movimiento de las partículas es intermitente, y muy variable en función de variaciones localizadas de la velocidad del agua. Este tipo de movimiento se da para partículas de arena más gruesa.

- Transporte sólido por arrastre de fondo, es característico de flujos torrenciales y el tamaño del material transportado puede llegar a grandes dimensiones de rocas.

Cada sección de un río tiene una determinada capacidad de arrastre de material sólido, que es función de la velocidad del agua, de su profundidad y de la geometría de la sección. Si artificialmente se retira de la corriente el material sólido transportado naturalmente por esta, por ejemplo introduciendo en el cauce del río un embalse, aguas abajo del embalse el flujo se encuentra con una importante capacidad erosiva.